# Onrechtmatige daad
Een onrechtmatige daad is in het burgerlijk recht de term voor een fout die een ander schade berokkent. In het algemeen betekent dit dat degene die een onrechtmatige daad heeft begaan, ervoor verantwoordelijk is de hieruit voortkomende schade te vergoeden.